# Spermacoce schumanniana
Spermacoce schumanniana är en måreväxtart som först beskrevs av Paul Hermann Wilhelm Taubert och Ernst Heinrich Georg Ule, och fick sitt nu gällande namn av Rafaël Herman Anna Govaerts. Spermacoce schumanniana ingår i släktet Spermacoce och familjen måreväxter. Inga underarter finns listade i Catalogue of Life.